# 葉長青
叶长青（19世纪末—1940年代），原名俊生，以字行，又字长清、长卿，室号无尽藏室、松柏长青馆，福建省福州府闽县人，中华民国政治、教育人物。
叶长青自弱冠时就开始著书立说，在國立廈門大學、私立金陵大学等名校均有经历，学术造诣颇丰。但晚年弃教从政，因故被捕，病死狱中，去世时间与原因至今仍无法查证。

## 生平
1913年，叶长青就读于福建省立第一中学校（今福州第一中学），四年级时就在上海《学生杂志》上发表了多篇诗作文章。1921年升入國立廈門大學教育系，1923年被陈衍聘为国学系助教，在厦大求学期间师从吴曾祺、陈衍、唐文治，问学于刘通、张尔田、陈钟凡等学者。1926年，叶长青成立厦门大学国学专刊社并自任社长，陈衍为主任。1927年春被聘为私立金陵大学教授，与胡小石共事，后被录取为國立北京大學研究所国学门通讯研究生。
1928年，叶长青回到福州任省立一中校长兼教员，后担任华南女子文理学院教员。1929年3月担任福安县县长，次年8月调任无锡国学专修学校教授。1931年5月，调任松溪县县长，6月即离任。是年9月介绍陈衍来无锡国专任教。1932年复任福安县县长，1934年又回到无锡国专任教。
1938年1月，时值抗日战争时期，叶长青与无锡国专南迁至长沙，其后弃教从政，带家眷回福建，任沙县县长，1939年9月转任永安县县长，其时因日本时常侵扰福州沿海，福建省会内迁永安，叶长青任内重印雍正和道光年间的《永安县志》及续志，后兼永安县抗敌后援会副主任。1940年11月调任长汀县县长，协助因抗战内迁的厦门大学发展。
1943年2月，任莆田县县长。1944年，因罪下狱。约两年后，病死狱中。

## 家庭
叶长青的曾祖父为叶发贵，祖父为叶世芳，父亲为叶元章，母郭氏。

## 著作
叶长青一生著作甚多。1922年出版《闽方言考》，1925年出版《版本学》，1930年《松柏长青馆诗》在福州出版，1931年1月著成《诗品集释》，更有《钟嵘诗品集释》《文史通义注》《国魂集》《汉书艺文志问答》等著述及《长青随笔》等单篇论著。

### 文心雕龍雜記
《文心雕龙杂记》，是他在无锡国学专修学校任教期间完成的著作，1933年出版。全书除了《议对》《才略》两篇未曾论及之外，对《文心雕龙》逐篇加以校注。當時无锡国学专修学校有開辨《文心雕龍》課程，而《文心雕龙杂记》正是當時為教学之需而编著的讲义。在書中，他征引明清以来多家论说，乃至是同代《文心雕龍札記》論點，但并非全盘接受，也會加以补正。自己所作新論並不多，但也有一些较为独到的心得。詹鍈《文心雕龍義證》有征引。